# Red Star Line

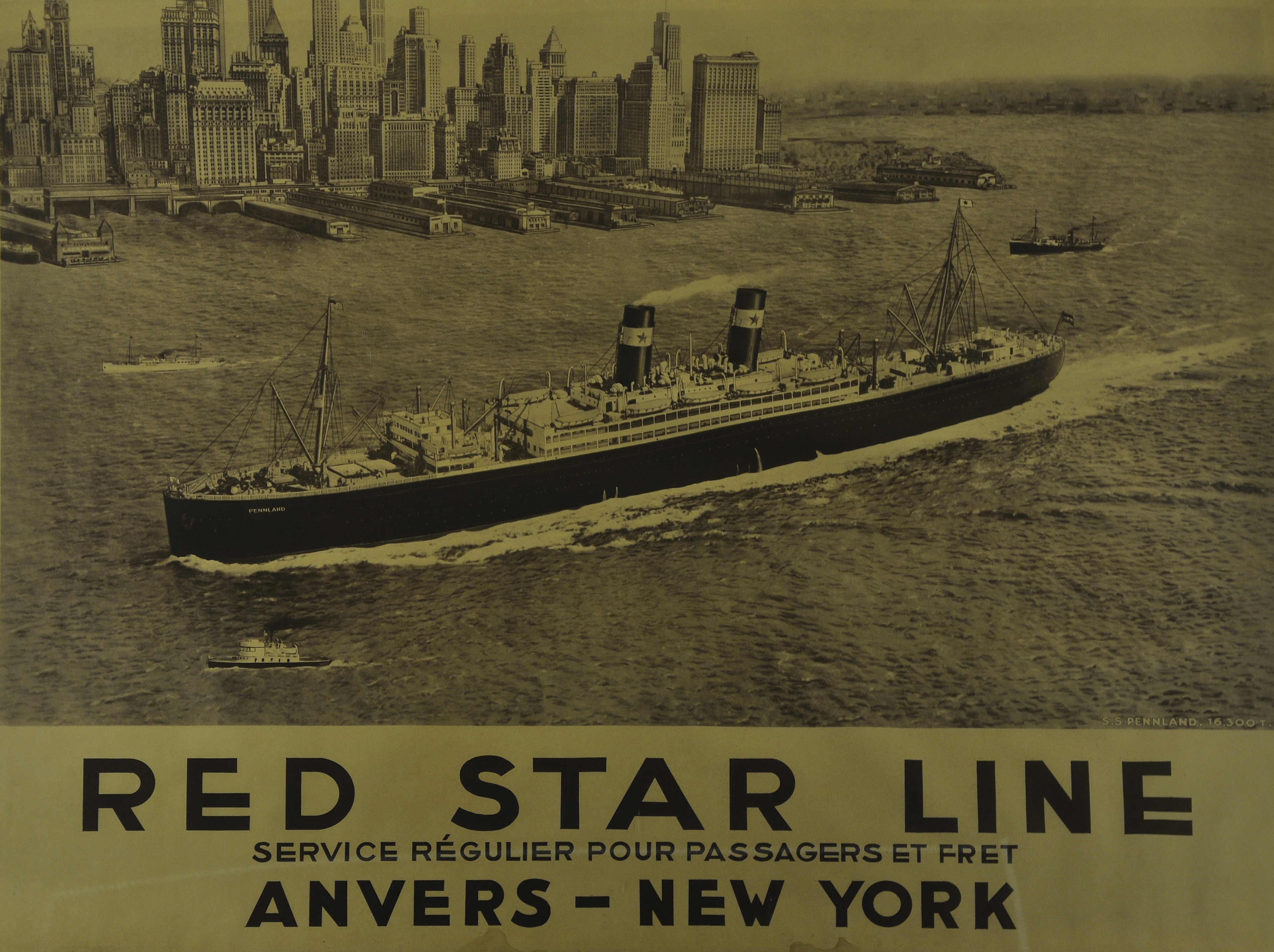
Een poster van de Red Star Line met de Pennland (2) in New York – in het Museum aan de Stroom

De Red Star Line of Société Anonyme de Navigation Belge-Américaine (SANBA) was een Belgische rederij die een geregelde dienst onderhield tussen Antwerpen en New York en soms tussen Antwerpen en Philadelphia. 
De maatschappij behoorde tot de International Navigation Company (later International Mercantile Marine Company), werd gesticht in 1872 en in 1873 voer het eerste schip de oceaan over. In 1935 ging de maatschappij failliet ten gevolge van de beurscrash van 1929.
In het Antwerpse Red Star Line Museum komt sinds 2013 de geschiedenis van de gelijknamige Red Star Line tot leven in de historische gebouwen.

## Rederij

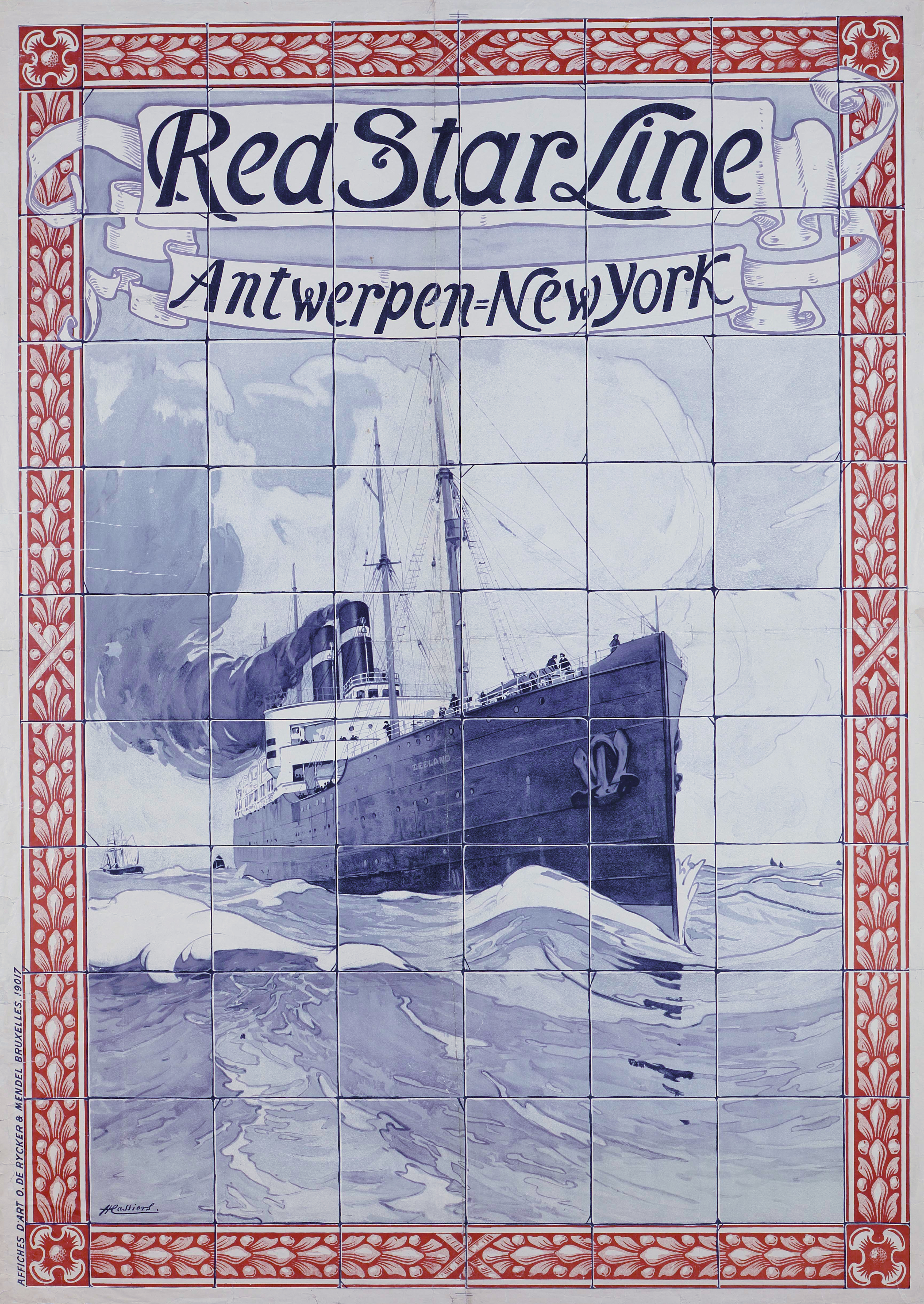
Affiche van de Red Star Line (Henri Cassiers 1901)

De Red Star Line heette officieel Societe Anonyme de Navigation Belge-Americaine of kortweg SANBA. De Amerikaanse oprichters onder leiding van Clement Griscom hadden handelsbanden in Antwerpen, met onder andere Jules Bernard von der Becke en William Edward Marsily. Deze twee Antwerpenaren waren minderheidsaandeelhouders (80% van het kapitaal was Amerikaans) maar zetelden beiden in de raad van bestuur, von der Becke zelfs als voorzitter. In 1872 startten ze SANBA om olie van de Verenigde Staten naar Europa te transporteren en op de terugweg passagiers mee te voeren. De Amerikaanse overheid verbood het olievervoer op passagiersschepen, waardoor de Red Star Line zich ging concentreren op personentransport.
SANBA vestigde zich op de Jordaenskaai en later op de Rijnkaai. De schepen meerden altijd aan de Rijnkaai aan. Hier verzamelden de passagiers zich om aan boord te gaan van een van de 23 Red-Star-Lineschepen (of een van de meer dan 150 schepen die de rederij charterde). Reizigers van de derde klasse moesten eerst hun bagage laten desinfecteren en naar de dokter voor een controle. Die controle gebeurde in het begin in openlucht; pas na vele klachten bouwde de Red Star Line een extra gebouw. In 1913 bevond de rederij zich op haar hoogtepunt: dat jaar vervoerde zij 70.075 reizigers in de derde klasse alleen. In totaal reisden er zo’n twee miljoen landverhuizers met de Red Star Line naar Amerika tussen 1873 en 1934. Ongeveer een kwart van dat aantal was Joods.
Met de Amerikaanse Emergency Quota Act van 1921 en de Immigration Act van 1924 werd het aantal immigranten per land zwaar beperkt. Dit had een ernstige impact op passagiersvolumes en de resultaten van de Red Star line. De beurscrash van 1929 was de doodsteek die de al verzwakte maatschappij in faling bracht.

### Vloot
| Naam               | Jaar | Tonnage    | Werf                                  |
| SS Abbotsford      | 1873 | 2554 brt   | Gourlay & Co.                         |
| SS Adria           | 1896 | 5458 brt   | Palmer's Shipbuilding & Iron Co. Ltd. |
| SS Arabic          | 1908 | 16 786 brt | AG Weser                              |
| SS Aragonia        | 1897 | 5446 brt   | Flensburger Schiffbau                 |
| Belgenland (1)     | 1879 | 3692 brt   | Barrow Shipbuilding Co.               |
| Belgenland (2)     | 1923 | 27.132 brt | Harland and Wolff                     |
| SS Berlin          | 1874 | 5525 brt   | Caird & Co.                           |
| SS Cambroman       | 1907 | 6059 brt   | Laird Bros                            |
| SS Colina          | 1872 | 2001 brt   | Barclay, Curle & Co. Ltd.             |
| SS Conemaugh       | 1882 | 2328 brt   | Bartram, Haswell & Co.                |
| SS Cybele          | 1874 | 1980 brt   | Alexander Stephen & Sons              |
| SS Devonian        | 1902 | 12.153 brt | R. & W. Hawthorn, Leslie Co. Ltd      |
| SS Finland         | 1902 | 12.760 brt | W. Cramp & Sons                       |
| SS Friesland       | 1889 | 7116 brt   | J. & G. Thomson & Co.                 |
| SS Gothland        | 1893 | 7755 brt   | Harland and Wolff                     |
| SS Haverford       | 1901 | 11.635 brt | John Brown & Co. Ltd.                 |
| SS Illinois        | 1873 | 3341 brt   | W. Cramp & Sons                       |
| SS Indiana         | 1873 | 3335 brt   | W. Cramp & Sons                       |
| SS Italia          | 1889 | 3564 brt   | Armstrong, Mitchell & Co.             |
| SS Java            | 1865 | 2866 brt   | J. & G. Thomson & Co.                 |
| SS Kenilworth      | 1872 | 2595 brt   | Gourlay & Co.                         |
| SS Kensington      | 1893 | 8669 brt   | J. & G. Thomson & Co.                 |
| SS Kroonland       | 1902 | 12.760 brt | W. Cramp & Sons                       |
| SS Lapland         | 1909 | 17.540 brt | Harland and Wolff                     |
| SS Manitou         | 1897 | 6849 brt   | Furness, Withy & Co.                  |
| SS Marquette       | 1897 | 7057 brt   | Alexander Stephen & Sons              |
| SS Menominee       | 1897 | 6919 brt   | Alexander Stephen & Sons              |
| SS Merion          | 1901 | 11.621 brt | John Brown & Co. Ltd.                 |
| SS Mesaba          | 1897 | 6833 brt   | Harland and Wolff                     |
| SS Minnetonka      | 1924 | 21.998 brt | Harland and Wolff                     |
| SS Minnewaska      | 1923 | 21.716 brt | Harland and Wolff                     |
| SS Mississippi     | 1902 | 7913 brt   | New York Shipbuilding Corp.           |
| SS Nederland       | 1873 | 2839 brt   | Palmer's Shipbuilding & Iron Co. Ltd. |
| SS Noordland       | 1883 | 5212 brt   | Laird Bros                            |
| SS Pennland (1)    | 1870 | 3428 brt   | J. & G. Thomson & Co.                 |
| SS Pennland (2)    | 1920 | 16.322 brt | Harland and Wolff                     |
| SS Pennsylvania    | 1872 | 3343 brt   | W. Cramp & Sons                       |
| SS Pittsburgh      | 1920 | 16.322 brt | Harland and Wolff                     |
| SS Poland          | 1897 | 6849 brt   | Furness, Withy & Co.                  |
| SS Rhynland        | 1879 | 3689 brt   | Barrow Shipbuilding Co.               |
| SS Russland        | 1872 | 2595 brt   | Gourlay & Co.                         |
| SS Rydal Hall      | 1872 | 2114 brt   | London & Glasgow Co. Ltd.             |
| SS Samland         | 1902 | 9748brt    | New York Shipbuilding Corp.           |
| SS Scotia          | 1890 | 2558 brt   | Charles Connell & Co.                 |
| SS Southwark       | 1893 | 8607 brt   | William Denny & Co.                   |
| SS State of Nevada | 1874 | 2488 brt   | London & Glasgow Co. Ltd.             |
| SS Switzerland     | 1874 | 2816 brt   | Palmer's Shipbuilding & Iron Co. Ltd. |
| SS Vaderland (1)   | 1873 | 2748 brt   | Palmer's Shipbuilding & Iron Co. Ltd. |
| SS Vaderland (2)   | 1900 | 11.899 brt | John Brown & Co. Ltd.                 |
| SS Waesland        | 1867 | 4752 brt   | J. & G. Thomson & Co.                 |
| SS Westernland (1) | 1883 | 5736 brt   | Laird Bros                            |
| SS Westernland (2) | 1918 | 16.314 brt | Harland and Wolff                     |
| SS Winifredian     | 1899 | 10.405 brt | Harland and Wolff                     |
| SS Zeeland (1)     | 1865 | 2866 brt   | J. & G. Thomson & Co.                 |
| SS Zeeland (2)     | 1900 | 11.905 brt | John Brown & Co. Ltd                  |

## Wetenswaardig
- De Red Star Line komt voor in het Suske en Wiske-stripalbum Sterrenrood. In dit album bezoeken Tante Sidonia, Suske en Wiske het Red Star Line Museum in Antwerpen, waarbij Tante Sidonia in de archieven iemand vindt, wiens dochter, die ook Wiske heette, met de Red Star Line heeft meegevaren en hierover vertelt. Dit verhaal wordt beschreven in de rest van het album.
- Karel van den Oever vermeldt de Red Star Line in zijn gedicht Dinska Bronska.
- In 2013 werd de documentaire Red Star Line door Daniel Cattier en Fabio Wuytack gemaakt.[1]
- In 2023 volgde een Vlaamse musical.